# Estrinia decemspinosa
Estrinia decemspinosa är en insektsart som beskrevs av Heinrich Hugo Karny 1926. Estrinia decemspinosa ingår i släktet Estrinia och familjen vårtbitare. Inga underarter finns listade i Catalogue of Life.